# 스톡홀름 피바다

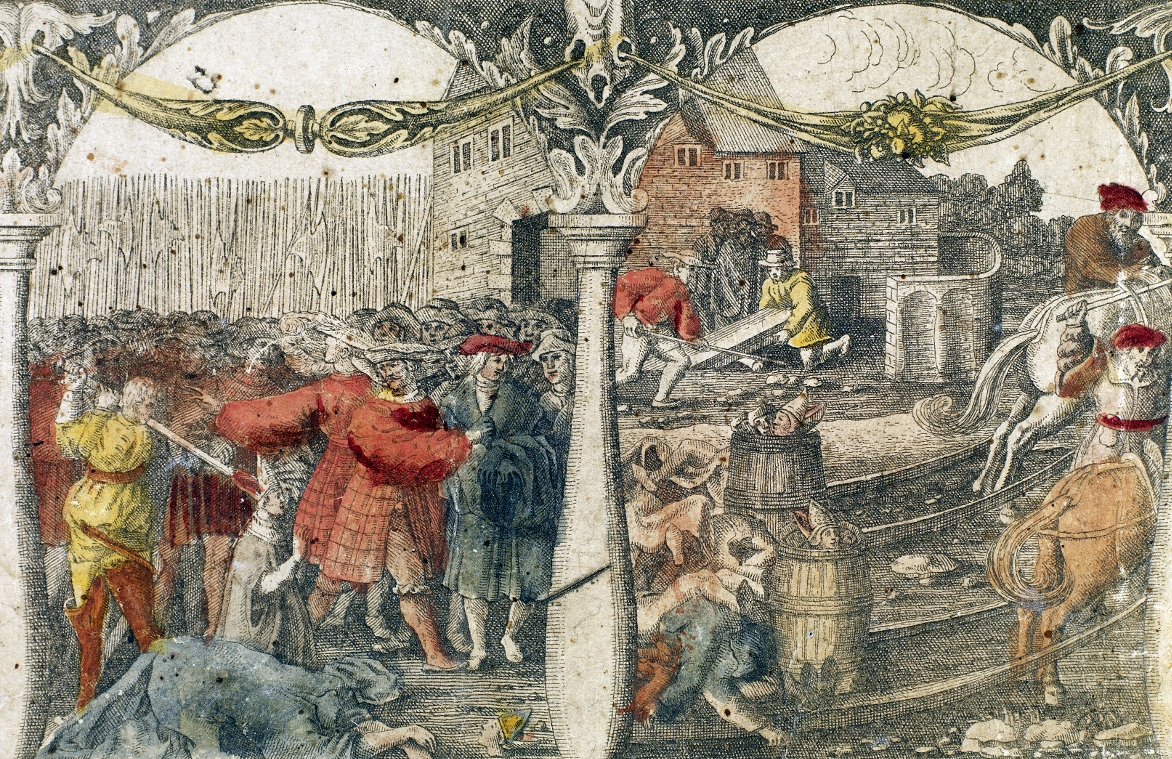
스톡홀름 피바다

스톡홀름 피바다(스웨덴어: Stockholms blodbad) 또는 스톡홀름 대학살은 1520년 11월 7일부터 11월 9일까지 덴마크의 크리스티안 2세 국왕이 이끄는 덴마크 군대가 스웨덴 스톡홀름에서 스웨덴인들을 학살, 숙청한 사건이다.

## 배경
칼마르 동맹의 지배를 받고 있던 스웨덴에서는 자유 선거를 통해 스웨덴의 섭정으로 임명된 스텐 스투레 덴 윙레(Sten Sture den yngre, 연소자 스텐 스투레)가 이끄는 스웨덴 민족주의 진영과 웁살라 대주교를 역임하고 있던 구스타브 트롤레(Gustav Trolle)가 이끄는 친(親)덴마크 진영이 대립하고 있었다. 덴마크의 크리스티안 2세 국왕은 2차례에 걸쳐 군대를 동원하여 스웨덴인들의 반란을 진압하려고 했지만 실패했고 프랑스, 독일, 스코틀랜드 출신 용병들을 투입하게 된다.
1520년 1월 19일에 일어난 보게순드 전투(Bogesund)에서 덴마크 군대는 스텐 스투레가 이끄는 스웨덴 군대의 반란을 진압했고 스텐 스투레를 숙청시켰다. 크리스티안 2세는 1520년 3월 31일에 덴마크 추밀원과 체결한 협정을 통해 스웨덴의 법률, 관습에 따라 스웨덴을 통치한다는 조건을 받으면서 스웨덴의 국왕으로 즉위했다.

## 학살과 숙청
1520년 11월 4일에는 크리스티안 2세가 스톡홀름 주교좌 성당에서 구스타브 트롤레에 대한 기름부음 의식을 진행하면서 스웨덴의 법률대로 나라를 통치하겠다고 선언했다. 크리스티안 2세는 11월 7일 저녁에 만찬을 열었다.
1520년 11월 7일에는 크리스티안 2세가 스웨덴의 주요 인사들을 스톡홀름의 왕궁으로 소환했다. 11월 8일에는 덴마크의 병사들이 스웨덴의 주요 인사들을 처형하면서 스톡홀름의 중앙광장은 피바다로 변하게 된다. 11월 9일에는 구스타브 트롤레 대주교가 이교 신자로 몰린 사람들을 처형했다. 11월 10일까지 약 80명에서 90명에 달하는 스웨덴의 귀족들, 성직자들이 처형되었는데 이 가운데에는 스텐 스투레의 아내였던 크리스티나 귈렌스티에르나(Christina Gyllenstierna)가 포함되었다.

## 사건의 여파
크리스티안 2세는 스웨덴에서 대규모 반란이 일어나지 않을 것이라고 생각했지만 스웨덴의 독립 전쟁을 촉발시키는 계기가 된다. 크리스티안 2세는 스웨덴인들이 죄를 용서한다는 조건으로 항복을 받아들였지만 스웨덴의 독립을 주장하는 사람들을 처형하면서 스웨덴인들의 분노를 사게 된다. 1521년부터 1523년까지 일어난 스웨덴 해방 전쟁에서 구스타브 바사(Gustav Vasa, 구스타브 1세 바사)가 이끄는 스웨덴 군대가 덴마크 군대를 물리치면서 스웨덴은 칼마르 동맹에서 독립하게 된다.

## 같이 보기
- 칼마르 동맹
- 스텐 스투레 덴 윙레
- 스웨덴 독립 전쟁
- 투르쿠 피바다